# Fan Zhiyi
Fan Zhiyi (Xangai, 22 de janeiro de 1970) é um treinador e ex-futebolista chinês, que atuava como zagueiro. Atualmente, está sem clube. 

## Títulos

### Shanghai Shenhua
- Liga Jia-A: 1995
- FA Cup Chinesa: 1998

### Prêmios Individuais
- Futebolista Asiático do Ano: 2001
- Futebolista Chinês do Ano da AFC: 1995, 1996, 2001
- Time do ano da Liga Jia-A: 1995, 1996, 1997
- Artilheiro da Liga Jia-A: 1995
- Jogador do ano do Crystal Palace: 2001